# Casa natal de Luis Cernuda
La casa natal de Luis Cernuda se encuentra situada en el número 6 de la calle Acetres en la ciudad española de Sevilla.

## Situación y relevancia
La casa sita en la calle Acetres de Sevilla, antigua calle Conde de Tójar, ocupa una parcela de 171 metros cuadrados con una superficie construida de 501 metros distribuidos entre tres plantas. Se trata de una vivienda unifamiliar construida en los últimos años del siglo XIX, organizada en torno a un patio, que responde a las tipologías residenciales habituales entre las viviendas ocupadas por la clase media en la Sevilla de aquellos años.
Al margen de los valores arquitectónicos propios de la construcción, reconocidos por el planeamiento urbanístico municipal de Sevilla que la incluye en su correspondiente catálogo de edificios de interés, los valores patrimoniales del inmueble se derivan, fundamentalmente, del nacimiento en él del poeta de la Generación del 27, Luis Cernuda (1902-1963). y de su estrecha relación con la obra literaria de este.
Luis Cernuda, vivió en esta casa doce años, hasta 1914, cuando la familia se trasladó al barrio del Porvenir, para en 1920, tras la muerte del padre, trasladarse a la calle Aire, la última residencia del poeta en Sevilla; abandonó la ciudad definitivamente en septiembre de 1928. En la fachada de la casa de la calle Aire se encuentra el poema "Jardín antiguo" del libro Las nubes en azulejos. Cernuda es considerado «uno  de loa poetas sevillanos más sobresalientes de la historia» y ejerció una notable influencia sobre las generaciones posteriores dentro del grupo de poetas que conformaron la Generación del 27. La lucidez y la modernidad de su lenguaje terminaron por convertirlo, además, en una referencia para la poesía andaluza y española.
Las vivencias en la casa durante la infancia marcaron profundamente a Cernuda y han tenido una influencia decisiva en su obra literaria. La mejor prueba de ello se encuentra en Ocnos, publicado en una primera edición en Londres en 1942 y comenzado a escribir en sus años de exilio en Glasgow.
En los poemas incluidos en el libro se rememoran la infancia y la juventud del autor en Sevilla. Y en ellos es posible rastrear diferentes referencias a la vivienda de la calle Acetres, convertida en estos poemas en toda una metáfora de la felicidad del niño. Como han puesto de manifiesto expertos en la obra de Cernuda, como Rogelio Reyes, la casa de la actual calle Acetres aparece en Ocnos trasladada poéticamente y convertida en una metáfora de la felicidad arcádica del niño Albanio, anterior a la conciencia del tiempo. El edificio aparece, así, en el libro, como referente de los ecos de las vivencias del autor transformadas en literatura: el patio, que representa un jardín cerrado que compendia la plenitud intemporal; la escalera de mármol que canaliza el sonido de la música y aporta al niño el «embeleso contemplativo»; la fuente con su rumor del agua; la vela que tamiza la luz del mediodía, la galería desde la que se accede al salón familiar, los balcones por donde irrumpe la vida de la calle: los pregones de los vendedores; los primeros descubrimientos en la esfera del sexo prohibido, el de aquellos seres que con su contoneo pasaban provocativos por la calle; la azotea, que en los «largos atardeceres del verano» inundaba de aromas los sentidos del niño. Y, por último, sus primeras incursiones en el mundo de la lectura de la mano de Bécquer y el descubrimiento de la verdad estética o los primeros reparos a una religión basada en el «sufrimiento divinizado».

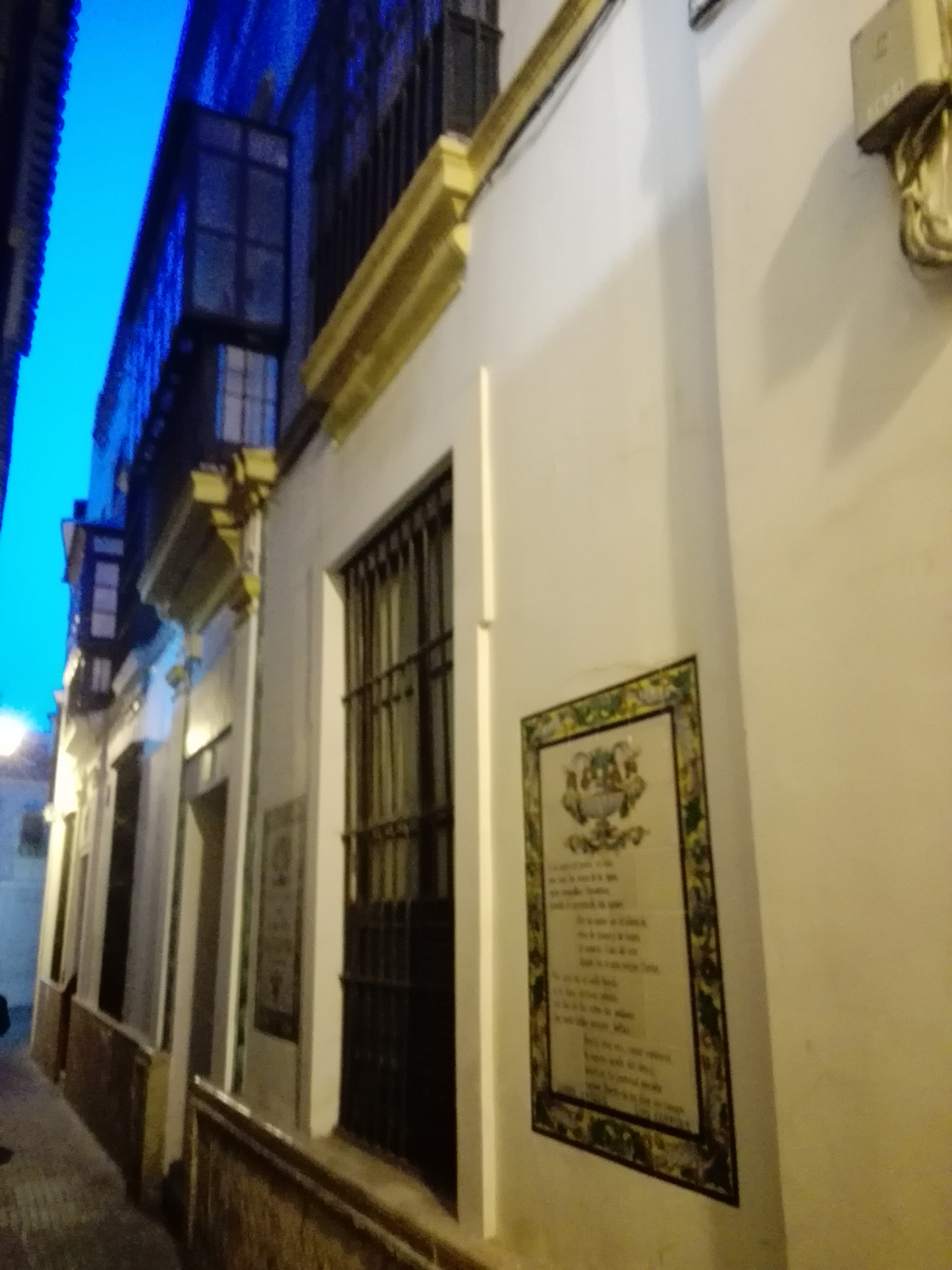
Casa del poeta Luis Cernuda en la calle Aire (Sevilla).

## Estatus patrimonial
La casa natal de Luis Cernuda fue declarada Bien de Interés Cultural con la calificación de Sitio Histórico por Decreto 166/2017, de 17 de octubre de la Consejería de Cultura de la Junta de Andalucía, que cerraba el expediente abierto por Resolución de la misma consejería de 14 de noviembre de 2016. Se justificó el grado de protección al señalar que:

Tanto el tratarse de la casa natal del poeta Luis Cernuda, como la influencia que la vivienda tuvo en su posterior producción literaria, son hechos históricos asociados al inmueble de suficiente importancia como para justificar que al mismo se le dote de la máxima protección patrimonial, mediante su inscripción como Bien de Interés Cultural en el Catálogo General del Patrimonio Histórico Andaluz con la tipología de Sitio Histórico.

El mismo decreto dispuso la inscripción como Sitio Histórico en el Catálogo General del Patrimonio Histórico Andaluz y goza del nivel de protección establecido para dichos bienes en la Ley 14/2007, de 26 de noviembre, del Patrimonio Histórico de Andalucía.